# Oito
O oito (8) é o número natural (VIII na numeração romana) que segue o sete e precede o nove.
- O 8 é um número composto, que tem os seguintes factores próprios: 1, 2 e 4. Como a soma dos seus factores é 7 < 8, trata-se de um número defectivo.

- O 8 é o cubo de 2.[1] O próximo cubo perfeito é o 27.

- Pode ser escrito de forma única como a soma de dois números primos: {\displaystyle 8=3+5\,}. Veja conjectura de Goldbach.

- É considerado o número da sorte chinês.

- O oitavo dia do mês era consagrado, em Atenas, a Posidão, porque 8 é o primeiro cubo de um número par e o dobro do primeiro quadrado, representando, assim, a natureza firme e constante deste deus.[1]

O símbolo do infinito ∞, descrito como "oito de lado" não tem relação com o glifo 8; foi usado pela primeira vez (com o significado matemático de "infinito") no século XVII, e pode ter se derivado do antigo numeral romano para "mil" CIƆ, ou alternativamente da letra grega ω.